# Аста Ґудбрандсдаттер
Аста Гудбрандсдаттер (норв. Åsta Gudbrandsdatter; 970-ті — 1020-ті) — згідно з норвезькими сагами Снорі Стурлусон, мати норвезьких королів Гаральда III Суворого та Олафа II Гаральдсона.

## Життєпис
Батько Асти, Гудбранд Кула, жив у горах, точне місце його ферми, де, ймовірно, виросла Аста, невідомо. У сазі згадується, що Аста Гудбранд зі Східної Норвегії і шанованої родини. ЇЇ сестра Ісрід була одружена з Тордом Гуттормссоном на Штайгу. Ще одна сестра вийшла заміж за Вебйорна в Хусебю, була матір'ю Гальварда Вебйорнссона (Святого Гальварда).
Аста була у першому шлюбі з Гаральдом Гренске. Коли народився Олаф II Гаральдсона, відповідно до хронології саги 995 року, відповідно до одностайної традиції, Аста була вдома зі своїм батьком. Причиною стала пригода Гаральдом Гренск з Сігрід Сторроде. Снорі Стурлусон стверджує, що Аста повернулася додому, коли згодом отримала повідомлення про смерть свого чоловіка.
Кілька років по тому Аста вийшла заміж за Сігурда Сир з Рінгеріке і Олаф II Гаральдсон виріс в родині свого вітчима. З Сігурдом Сиром Аста народила сина Гаральда, який більш відомого як короля Гаральда III Суворого.
Згідно з норвезькими сагами, Снорі Стурлусон вказує Асту разом із Сігурдом як радників молодого Олаф II Гаральдсона, коли він отримує владу після 1015 року. Аста згадується у сазі Сноре Стурлусона: «Аста, його дружина, була щедрою та великодушною. У них були такі діти: Гутторм, він був найстаршим, потім Гуннільда, Галвдан, Інгерід і Гаральд».